# UCI Road Women World Cup 2014
De UCI Road Women World Cup 2014, ook bekend als de Wereldbeker wielrennen voor vrouwen 2014, was de zeventiende editie van deze internationale wielerwedstrijdcyclus voor vrouwen, die werd georganiseerd door de internationale wielerfederatie UCI. De competitie bestond uit negen eendagswedstrijden en begon op 15 maart met de wereldbekerwedstrijd Ronde van Drenthe in Nederland. De Britse Elizabeth Armitstead won deze editie van de wereldbeker.

## Puntentelling
De nummers één tot en met twintig behaalden punten voor het wereldbekerklassement. 
- 1e plaats - 120 pnt
- 2e plaats - 100 pnt
- 3e plaats - 85 pnt
- 4e plaats - 70 pnt
- 5e plaats - 60 pnt

- 6e plaats - 50 pnt
- 7e plaats - 40 pnt
- 8e plaats - 35 pnt
- 9e plaats - 30 pnt
- 10e plaats - 25 pnt

- 11e plaats - 20 pnt
- 12e plaats - 18 pnt
- 13e plaats - 16 pnt
- 14e plaats - 14 pnt
- 15e plaats - 12 pnt

- 16e plaats - 10 pnt
- 17e plaats - 8 pnt
- 18e plaats - 6 pnt
- 19e plaats - 4 pnt
- 20e plaats - 2 pnt

## Overzicht
| №  | Datum | Wedstrijd                                | Locatie            | Winnares                   |
| -- | ----- | ---------------------------------------- | ------------------ | -------------------------- |
| #1 | 15/03 | Ronde van Drenthe                        | Drenthe, Nederland | Lizzie Armitstead          |
| #2 | 30/03 | Trofeo Alfredo Binda-Comune di Cittiglio | Cittiglio, Italië  | Emma Johansson             |
| #3 | 06/04 | Ronde van Vlaanderen                     | Oudenaarde, België | Ellen van Dijk             |
| #4 | 23/04 | Waalse Pijl                              | Hoei, België       | Pauline Ferrand-Prevot     |
| #5 | 18/05 | Ronde van Chongming                      | Chongming, China   | Kirsten Wild               |
| #6 | 03/08 | Sparkassen Giro                          | Bochum, Duitsland  | Marianne Vos               |
| #7 | 22/08 | Open de Suède Vårgårda (ploegentijdrit)  | Vårgårda, Zweden   | Team Specialized-lululemon |
| #8 | 24/08 | Open de Suède Vårgårda                   | Vårgårda, Zweden   | Chantal Blaak              |
| #9 | 30/08 | GP Ouest France-Plouay                   | Plouay, Frankrijk  | Lucinda Brand              |

## Eindklassement
| №  | Naam                   | Punten | Punten | Punten | Punten | Punten | Punten | Punten | Punten | Punten | Totaal |
| №  | Naam                   | #1     | #2     | #3     | #4     | #5     | #6     | #7     | #8     | #9     | Totaal |
| -- | ---------------------- | ------ | ------ | ------ | ------ | ------ | ------ | ------ | ------ | ------ | ------ |
|    | Elizabeth Armitstead   | 120    | 100    | 100    | 100    | -      | -      | 25     | 35     | 35     | 515    |
|    | Emma Johansson         | 35     | 120    | 85     | 20     | -      | 35     | 20     | 25     | 50     | 390    |
|    | Marianne Vos           | -      | -      | -      | 50     | -      | 120    | 30     | 70     | 100    | 370    |
| 4  | Anna van der Breggen   | 100    | 70     | 50     | 18     | -      | -      | 30     | 18     | 60     | 346    |
| 5  | Kirsten Wild           | 50     | -      | 16     | -      | 120    | 30     | 14     | 60     | -      | 290    |
| 6  | Pauline Ferrand-Prévot | -      | 60     | 20     | 120    | -      | -      | -      | -      | 85     | 285    |
| 7  | Ellen van Dijk         | 40     | 35     | 120    | 25     | -      | 20     | 25     | 4      | -      | 269    |
| 8  | Elisa Longo Borghini   | 10     | 50     | 70     | 85     | -      | -      | -      | -      | 40     | 225    |
| 9  | Chantal Blaak          | 70     | 0      | 0      | -      | -      | 0      | 35     | 120    | -      | 225    |
| 10 | Giorgia Bronzini       | 4      | 30     | 6      | -      | 85     | 100    | 0      | -      | -      | 225    |